# Одарич Сергій Олегович
Ода́рич Сергі́й Оле́гович (*26 червня 1967, Ніжин) — український політик, 16-й та 17-й міський голова Черкас, громадський діяч, один з ініціаторів-фундаторів Народного руху України.

## Біографія
Народився 26 червня 1967 року в місті Ніжині Чернігівської області. Батько — Олег Миколайович — науковець, математик та фізик; мати — Надія Андріївна — теж науковець, фізик.
Повну загальну освіту здобув закінчивши київську середню школу № 129 1984 року. Одразу після школи вступив до Київського національного університету імені Тараса Шевченка, де до 1989 року навчався на механіко-математичному факультеті. У період 1985–1987 років проходив строкову військову службу в інженерних військах Радянської армії. З 1987 року будучи студентом і до закінчення вишу працював інженером-програмістом у відділі АСУ Київської обласної лікарні.

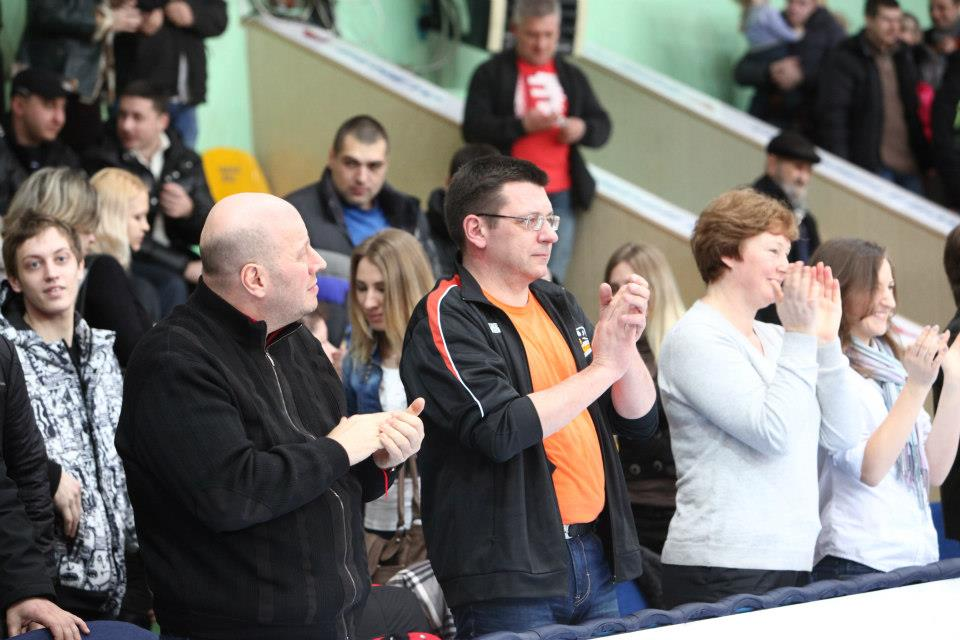
На грі «Черкаських мавп» (2013)

У 1996 році став засновником та головним редактором газети «Ми». У 1997 році створив Об'єднання громадської протидії корупції «Чисті руки». З квітня 2000 року — директор з питань маркетингу Видавничого дому «Галицькі контракти». З травня 2001 року розпочав власну справу приватним підприємцем. 2002 року, після парламентських виборів переїхав до Черкас, у період 2003–2005 років обіймав посаду генерального директора ТОВ «Черкаський деревообробний комбінат», вивів підприємство з банкрутства. 2003 року Одарич починає допомагати місцевій баскетбольній команді «Рятівник-Черкаси», мріяв перетворити Черкаси на столицю баскетболу. З 2004 року — за сумісництвом президент Спільного українсько-італійського підприємства «Венето», що спеціалізується на випуску ортопедичних матраців. З травня 2005 року ця посада стала його основним місцем роботи, а за сумісництвом працював консультантом з економічних питань на ТОВ «Черкаський ДОК». У період між головуванням міста Черкаси з липня 2013 по червень 2014 року надавав консультаційні послуги з координації виробництва на ПАТ «Темп».

## Політична діяльність

### Київ. Народний рух

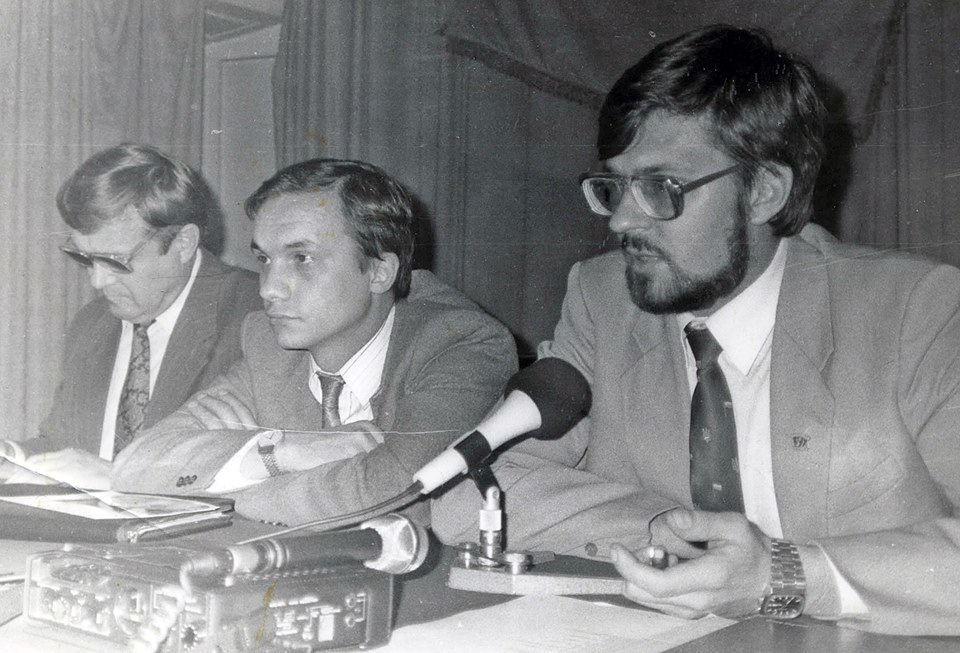
З Володимиром Черняком представляє економічну програму

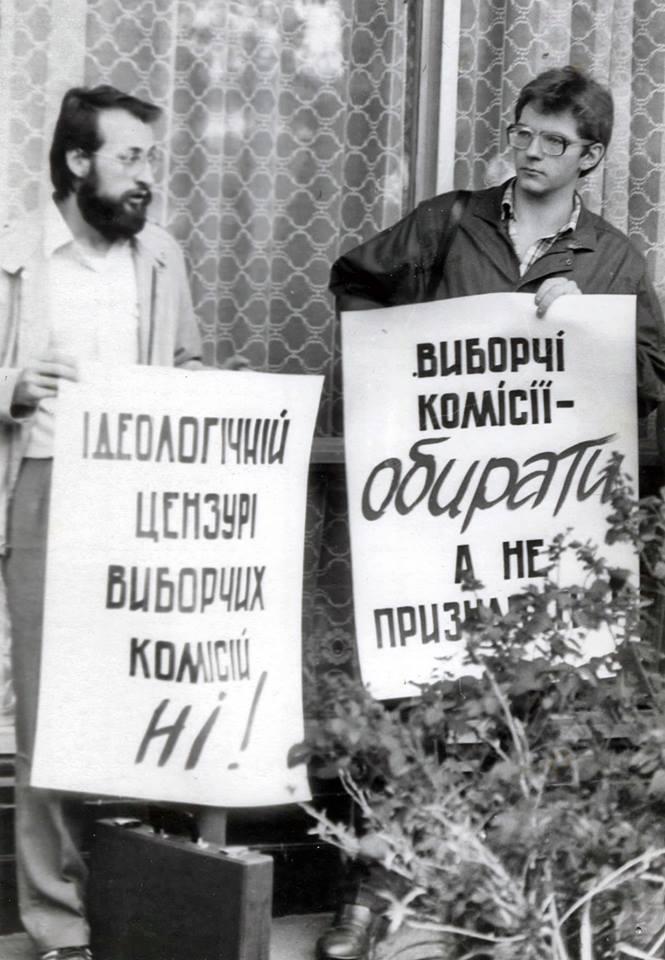
Зустріч депутатів на виході з готелю «Київ». Осінь 1989

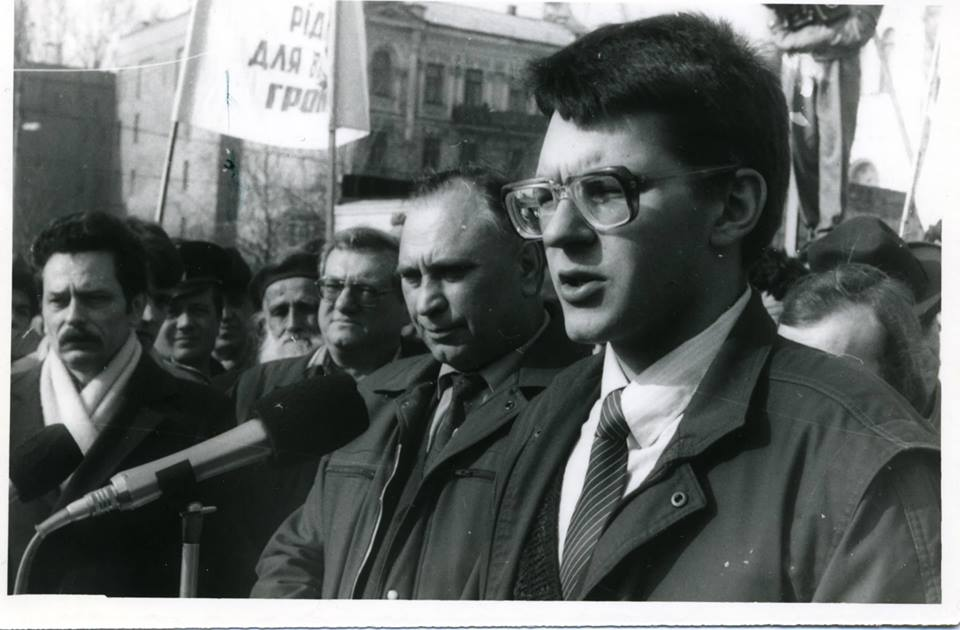
З Юрієм Щербаком та Сергієм Рябченком. Осінь 1989

У кінці 1980-х років будучи студентом, Сергій запропонував створити осередок Народного Руху України у рідному університеті. Спочатку вступити до лав Руху виявили бажання лише 9 студентів. З ними Сергій прийшов до Івана Драча, який на той час був керівником Народного руху. Одарич тоді очолював осередок на механіко-математичному факультеті. Серед його однодумців був Микола Томенко. Рух поширився у вузі настільки, що на студентській конференції було прийнято рішення про саморозпуск комсомольської організації і створення на її базі осередку Народного руху. Це був скандал на рівні усього Радянського Союзу, адже організація налічувала 8 тисяч членів. 1989 року в Києві з'являлись перші опозиційні газети «Вибір» та «Поступ», що видавалася самвидавом, серед засновників якої був і студент Одарич. Газети стали своєрідним рупором для Народного руху, вони виходили накладом 10 тисяч примірників. Їх друкували у Литві і доставляли у різний спосіб до України.
З липня 1989 року став заступником секретаря Київської організації Народного руху Володимира Яворівського, з серпня — заступником голови, з вересня — відповідальним секретарем та членом секретаріату. У січні 1990 року був одним з організаторів «ланцюга єднання». Того ж року в Україні відбулися перші демократичні вибори. Сергій брав активну участь в організації рухівської передвиборчої кампанії, займався друкованою продукцією — її написанням та розповсюдженням, а також організацією діяльності штабів. З травня 1990 року здійснював організаційне забезпечення роботи Народної Ради у Верховній Раді, першої в Україні парламентської опозиції, кандидат у депутати до Київської міської ради на повторних виборах по округу № 70, керівник виборчого штабу Демократичного блоку України. З грудня 1990 року по січень 1995 року — заступник голови секретаріату Народного руху, член Центрального проводу. 1991 року був керівником виборчого штабу В'ячеслава Чорновола, кандидата на посаду президента України. Він увійшов до складу ініціативної групи з проведення установчого з'їзду, розробляв статут нової партії, програму, організовував партійні осередки.
З березня 1992 року — керівник навчально-дослідницького центру Народного руху. У квітні 1993 року з однодумцями створив фонд «Демократичні ініціативи», який співпрацював із закордонними благодійними організаціями, що були зацікавлені у розбудові демократії в Україні. У фонді Одарич працював разом з Юрієм Оробцем, за їхньої ініціативи фактично було вперше започатковано практику оприлюднення результатів соціологічних опитувань.[джерело?] З вересня 1994 року — президент Всеукраїнського благодійного фонду «Українська перспектива», керівник виборчого штабу Володимира Черняка на пост міського голови Києва та об'єднання «Столиця».
1995 року на базі фонду було засновано громадську організацію «Ми», яка об'єднала кілька тисяч осіб. Вона стояла на засадах демократії, готувала законопроєкти і здійснювала контроль за владою. Організація видавала газету «Ми», яка виходила 2 роки і постійно піднімала гострі політичні теми. З часом громадська організація переросла у партію і у березні 1998 року Одарич став кандидатом в народні депутати у складі блоку «Вперед, Україно!» по виборчому округу № 217 у місті Києві. У 2001–2002 роках — керівник виборчого штабу партії «Яблуко», кандидат у народні депутати за № 4 у списку. Після цього і до 2005 року був заступником голови партії. У 2005—2006 роках був членом ВО «Батьківщина», займав посаду керівника Черкаського обласного виборчого штабу БЮТ. На виборах був кандидатом у народні депутати за № 107 у списку, хоча пізніше і відмовився від перегонів.

### Черкаси. Міський голова
У березні 2006 року був обраний депутатом Черкаської міської ради 5-го скликання. 17 листопада (хоча вибори пройшли 5 листопада) того ж року Одарич був обраний міським головою Черкас, замінивши на цій посаді Анатолія Волишина. Скандальні вибори відзначилися тим, що колишній очільник міста Володимир Олійник через судове рішення за декілька годин до початку виборів домігся спочатку зняття з перегонів Волошина, а пізніше і реального переможця Валерія Пащенка. Однак останнього виборча комісія не зняла, адже вибори були вже розпочаті. Потім Володимир Олійник та його протеже, кандидат у мери, Володимир Космина домоглися визнання виборів недійсними. І вже при перевиборах черкасці обрали людину, яка ніяк не відзначилась у брудних виборах — Сергія Одарича.

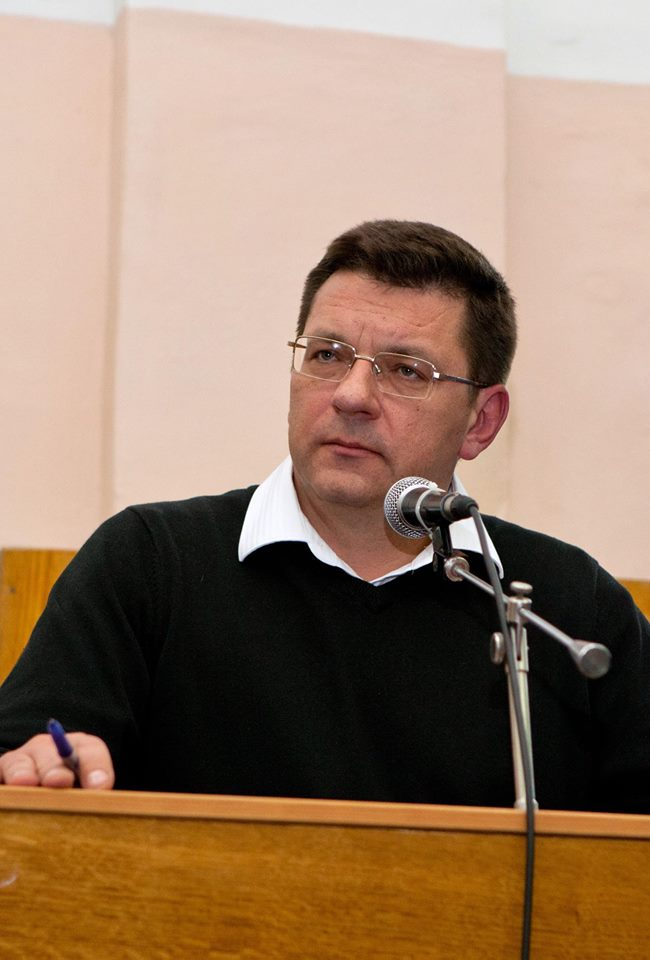
Виступ перед студентами ЧДТУ (2014)

З червня 2007 року Сергій Олегович став почесним головою Партії вільних демократів, яка на сьогодні лишається єдиною партією в Україні місцевого рівня і не має центрального апарату в Києві. У листопаді 2010 року Одарич був переобраний на другий термін. Працюючи на посаді міського голови в роки президентства Віктора Януковича, Сергію Олеговичу прийшлось зіштовхнутись із тиском «зверху», проти нього проводили брудні кампанії, його звинувачували у корупції. Як результат, 24 квітня 2013 року депутати Черкаської міської ради за ініціативи представників фракції Партії Регіонів проголосували за дострокове припинення повноважень міського голови. Сергій Олегович назвав це рішення нелегітимним і вже 30 квітня оскаржив його у суді. Комітет Верховної Ради України з питань державного будівництва і місцевого самоврядування та Інститут держави і права імені В. М. Корецького НАН України надали свої експертні висновки, в яких зазначалось, що дострокове припинення повноважень міського голови не мало юридичних підстав. 23 травня Соснівський районний суд міста Черкаси визнав правочинним дострокове припинення повноважень Сергія Одарича. На початку червня проти Сергія Одарича також було відкрито кримінальну справ за підозрою у заподіянні збитків міському бюджету на суму 600 тис. грн. через порушення ним трудового законодавства, оскільки ним було звільнено 6 чиновників міськради і які пізніше поновились на роботі через суд, а міський голова довгий час ухилявся від виконання цих рішень і не поновлював їх на посадах. Суд водночас відмовився арештувати Одарича на час проведення слідства. Під час передання справи до суду сума збитків різко зросла до 900 тис. грн. 10 вересня Шевченський районний суд міста Києва ухвалив рішення про стягнення з Сергія Одарича на користь Черкаської міської ради 200 тис. грн. за незаконне звільнення працівників.

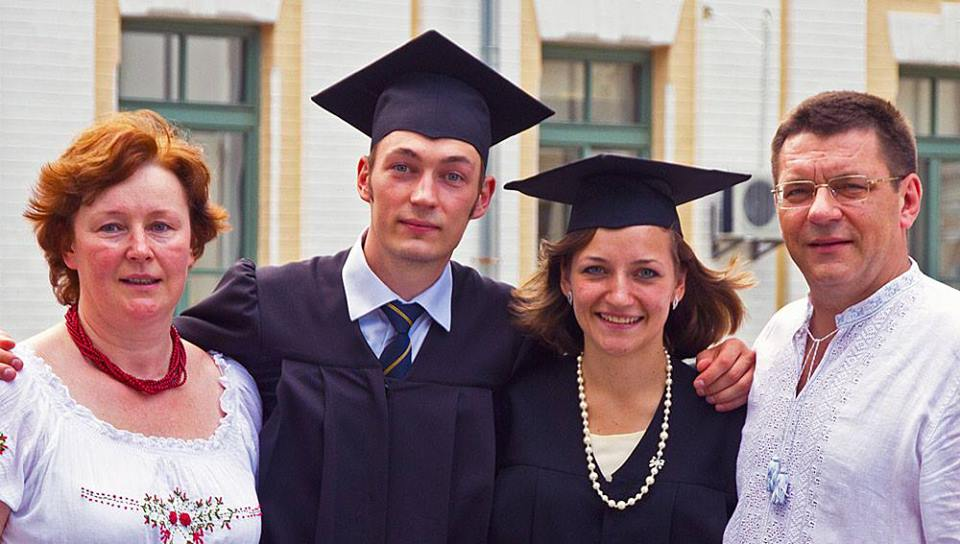
Родина. Київ (2013)

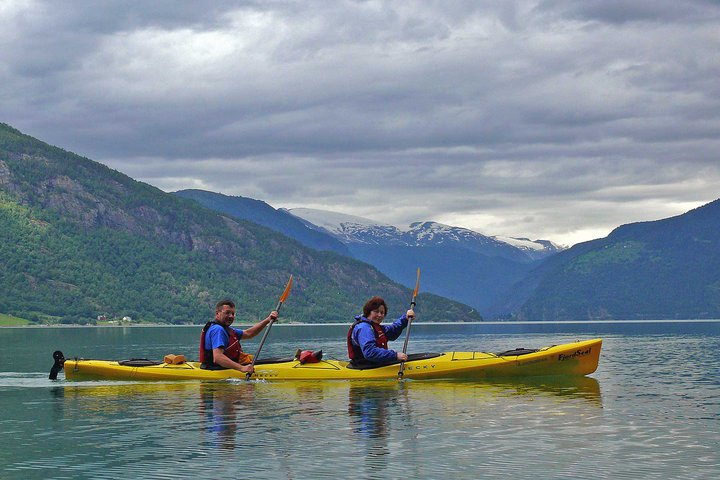
Захоплення байдарками. Норвегія (2011)

17 червня 2014 року черкасці втретє доручили Одаричу виконувати роль міського голови. На сьогодні, згідно з різними рейтингами, що проводяться ЗМІ та громадськими організаціями, Сергій Олегович входить до десятки найкращих міських голів України. Так, у рейтингу організації «Народний контроль. Слово і діло» за показником виконання даних обіцянок Одарич посідає 6 місце. Сайт «Главком» у рейтингу 15 найефективніших мерів за всю історію незалежної України визначив для Одарича 7 місце.

## Родина
Дружина Анжела Августинівна (1966 року народження) — приватний підприємець.
Син Андрій (1989 року народження) та дочка Наталя (1991 року народження).

## Захоплення
Полюбляє фотографувати, створював виставки власних робіт. Займається спортом — баскетбол (став співзасновником баскетбольної команди «Черкаські мавпи»), веслування на байдарках, плавання. Вільно володіє англійською мовою.